# Cervantes (pel·lícula)
Cervantes és una pel·lícula biogràfica hispano-franco-italiana de 1967 dirigida per l'estatunidenc Vincent Sherman i protagonitzada per Horst Buchholz, Gina Lollobrigida i José Ferrer. Fou estrenada als Estats Units com a pel·lícula de sèrie B amb el títol The Young Rebel, però passà gairebé inadvertida i no va rebre gaire bones crítiques.

## Sinopsi
Es tracta d'una biografia força fictícia de Miguel de Cervantes (1547-1616), la seva primera biografia cinematogràfica. Tracta principalment sobre la joventut de l'escriptor, les seves relacions amb una prostituta, el seu captiveri amb els turcs.

## Repartiment
- Horst Buchholz - Cervantes
- Gina Lollobrigida - prostituta
- José Ferrer - Hassan Bey
- Louis Jourdan - cardenal Giulio Acquaviva
- Fernando Rey - Felip II d'Espanya.

## Premis
Medalles del Cercle d'Escriptors Cinematogràfics
| Any  | Categoria        | Guanyador       | Resultat  |
| ---- | ---------------- | --------------- | --------- |
| 1968 | Millors decorats | Enrique Alarcón | Guanyador |